# Zenon: The Zequel
Zenon: The Zequel (título en español: Zenon: La secuela) es una Película Original de Disney Channel transmitida por primera vez en Estados Unidos el 12 de enero de 2001, por Disney Channel. Es la segunda entrega de la serie de películas para televisión de Disney Channel, Zenon. Fue dirigida por Manny Coto y protagonizada por Kirsten Storms, Shadia Simmons, Lauren Maltby, Phillip Rhys, Stuart Pankin y Holly Fulger.
La siguiente película, Zenon: Z3, fue estrenada en 2004.

## Argumento
Zenon Kar ahora tiene 15 años, dos años mayor, en el año 2051 y no se da cuenta de los peligros de la intromisión, pero cuando le muestra a Nebula un nuevo juego y cómo jugarlo, inadvertidamente vacía la oficina del Comandante Plank y se le asigna un nuevo trabajo en el laboratorio de Alien Patrol. Se revela que Greg rompió con Zenon. La estación espacial está ahora bajo el mando de los militares y el general Hammond está asignado al mando de la estación. Peor aún, asigna a Zenon para que cuide de su hija, que resulta ser su antigua némesis, Margie, que exige y amenaza con que su padre eche a Zenon y su familia de la estación espacial si Zenon no la obedece.
Zenon luego descubre que su estación espacial está siendo desmantelada debido al daño de la trama de Wyndum y Lutz y se escabulle a la Tierra para intentar detenerlo después de recibir un mensaje de extraterrestres que parecen querer reunirse con Proto Zoa, pero Margie se escabulle. a la Tierra también, haciendo que pareciera que Zenon la obligó a venir.
Con la ayuda de la tía Judy, las chicas localizan a Proto Zoa, quien se ha convertido en un recluso debido a una combinación de bloqueo de escritor y la sensación de que ha pasado la cúspide de su carrera debido a su concierto espacial, y lo convencen de unirse a ellas. Con Margie, la tía Judy, Nebula, Orion, el tipo de laboratorio de la Patrulla Alienígena, Proto Zoa y su madre, Zenon va a encontrarse con los extraterrestres cerca de la Luna. Sin embargo, su nave se queda sin combustible y casi se estrellan y mueren en la Luna, pero los extraterrestres aparecen y los rescatan. Después de que Zenon se encuentra con los extraterrestres en la Luna, resultan ser amigables y, comunicándose con Zenon telepáticamente, revelan que han estado perdidos en el espacio durante tres años y necesitan las cartas de navegación de la nave para llegar a casa, pensando que es descortés simplemente llevarlos. .
Después de obtener las cartas, remolcan la nave de regreso a la estación espacial donde el general Hammond se niega a ceder, señalando correctamente que la estación espacial es demasiado peligrosa para vivir debido al daño extenso del sabotaje. Margie se enfrenta a él por una vez, pero no es suficiente hasta que los extraterrestres regresen. Empujan la estación espacial nuevamente a la órbita y devuelven las secciones previamente dadas de baja como un regalo de agradecimiento por ayudarlos. Con la estación espacial salvada, el comandante Plank y el general Hammond acuerdan compartir el mando. Plank y la tía Judy se casan en una boda en la que toca Proto Zoa, dedicando su nueva canción a Zenon por haber sido revitalizado por toda la experiencia. También se dio cuenta de que los extraterrestres en realidad estaban tratando de comunicarse con Zenon, no con Proto Zoa, y estaban usando la transmisión de su antiguo concierto para hacerlo.Margie convence a su padre de que la deje quedarse y ella y Zenon se hacen amigos mientras Zenon tiene un posible interés amoroso en Orion.

## Reparto
- Kirsten Storms - Zenon Kar
- Shadia Simmons - Nebula Wade
- Lauren Maltby - Margie Hammond
- Susan Brady - Astrid Kar
- Robert Curtis-Brown - Mark Kar
- Phillip Rhys - Proto Zoa
- Holly Fulger - Tía Judy Cling
- Stuart Pankin - Comandante Edward Plank
- John Getz - General Hammond
- Tom Wright - Orion
- Michael Saccente - Teniente Hart
- Rupert Simmonds - Polaris
- Nicko Vella - Corvus
- Jennifer Rucker - Carla Wade
- Stephen Lovatt - Wills

Raven-Symoné, Gwynyth Walsh, Greg Thirloway y Gregory Smith no repiten sus papeles como Nebulosa Wade, Astrid Kar, Mark Kar y Greg, respectivamente, en la segunda película.

## Curiosidades
Durante la película, Margie (Lauren Maltby) le habla a Zenon de escribirle un reportaje histórico relacionado con la crisis bursátil del 2006. Por extraño que parezca, es justo antes de la crisis financiera de finales de los 2000 y dos años antes de la Caída de la Bolsa de 2008.
Los personajes usan Zappads a lo largo de la película, una forma de tableta para la comunicación a larga distancia.
- Datos: Q2420454